# Дрейф льоду
Дрейф льо́ду — рух льоду в морі, викликаний вітрами і течіями. На напрямок дрейфу льоду дуже впливає близькість берегової лінії, особливості рельєфу дна, припливні явища та сили Коріоліса. Під впливом сили Коріоліса дрейфуючі льоди в Арктиці відхиляються вправо від напрямку вітру, а в Антарктиці — уліво. Тому в Арктиці північні й західні вітри звичайно наганяють льоди до берегів, утрудняючи плавання по Північному морському шляху, а південні й східні вітри відганяють лід від берегів. Швидкість вітрового дрейфу приблизно в 50 разів менше швидкості вітру, що його викликає.
За формою дрейфуючого льоду розрізняють: крижані поля, їхні уламки, битий лід, шматки льоду, крижану кашу.